# Hinnerydssjöarna
Hinnerydssjöarna är en sjö i Markaryds kommun i Småland och ingår i Lagans huvudavrinningsområde. Sjön har en area på 0,185 kvadratkilometer och ligger 158,2 meter över havet. Sjön avvattnas av vattendraget Torpaån.

## Delavrinningsområde
Hinnerydssjöarna ingår i det delavrinningsområde (628601-136546) som SMHI kallar för Ovan 628758-136539. Medelhöjden är 165 meter över havet och ytan är 48,18 kvadratkilometer. Det finns inga avrinningsområden uppströms utan avrinningsområdet är högsta punkten. Torpaån som avvattnar avrinningsområdet har biflödesordning 3, vilket innebär att vattnet flödar genom totalt 3 vattendrag innan det når havet efter 114 kilometer. Avrinningsområdet består mestadels av skog (62 procent) och sankmarker (23 procent). Avrinningsområdet har 0,75 kvadratkilometer vattenytor vilket ger det en sjöprocent på 1,6 procent.